# Cerocala fulgens
Cerocala fulgens är en fjärilsart som beskrevs av Turati 1924. Cerocala fulgens ingår i släktet Cerocala och familjen nattflyn. Inga underarter finns listade i Catalogue of Life.